# Mort subite (film)
Cet article concerne le film de Peter Hyams. Pour la chanson de Megadeth, voir Sudden Death.
Pour les articles homonymes, voir mort subite.
Série
Mort subite 2
(2020)
Pour plus de détails, voir Fiche technique et Distribution.
Mort subite ou Suspense en prolongation au Québec (Sudden Death) un film d'action américain réalisé par Peter Hyams et sorti en 1995. Il met en scène Jean-Claude Van Damme. 
Il est suivi par Mort subite 2 (2020) de Dallas Jackson, qui met en scène d'autres personnages.

## Synopsis

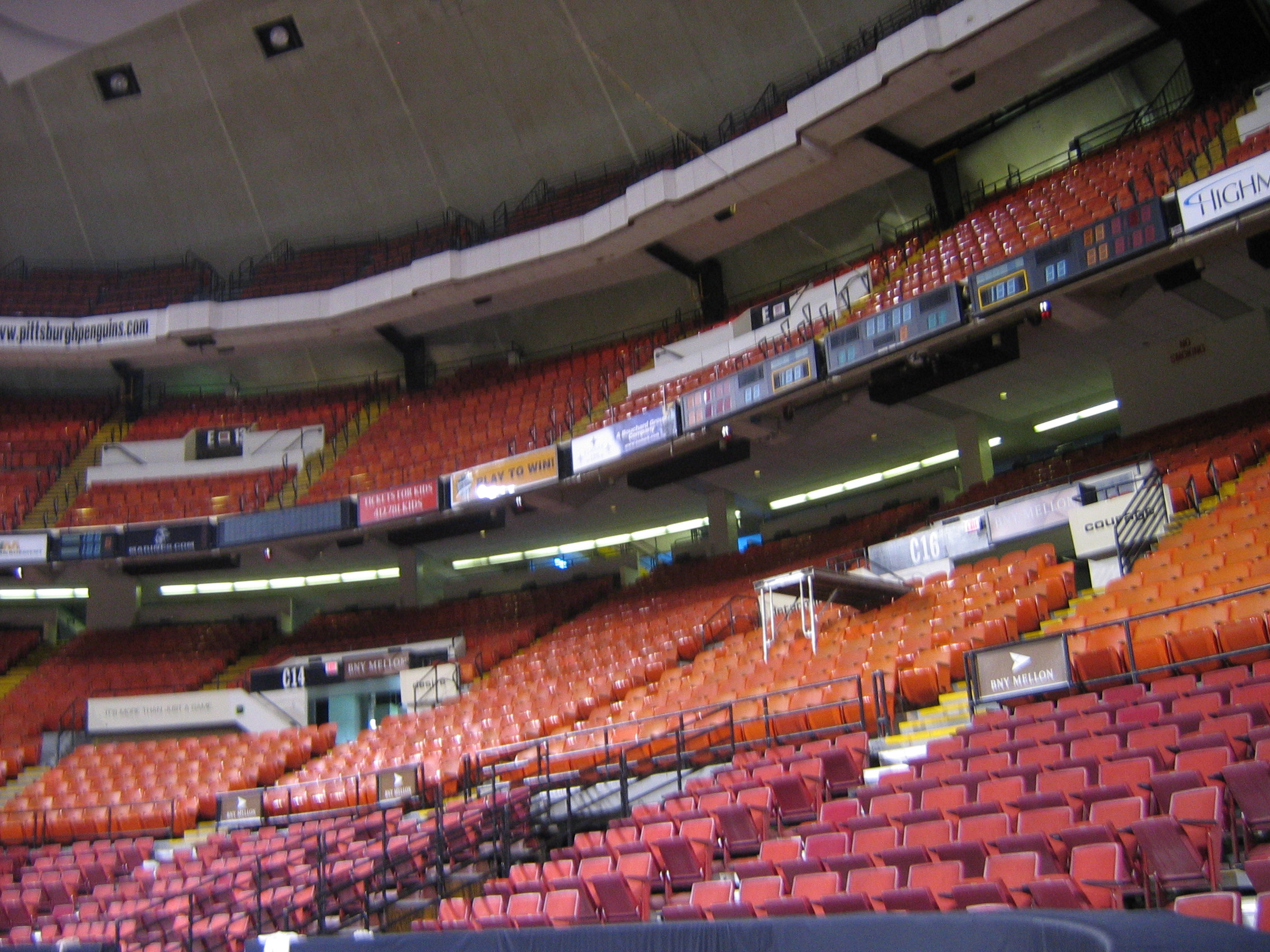
Intérieur de la Civic Arena

Darren McCord est un ancien pompier canadien français de Pittsburgh mis sur la touche à cause d'une intervention ratée qui a entrainé la mort d'une petite fille. Deux ans après, il officie maintenant comme fire marshal (en) à la Civic Arena. Un soir, il y emmène ses enfants, Emily et Tyler, pour voir la finale de la Coupe Stanley entre les Penguins de Pittsburgh et les Blackhawks de Chicago.
Le vice-président des États-Unis et le maire de Pittsburgh assistent également à la rencontre de hockey sur glace, dans une suite de luxe. En plein match, un groupe de quinze terroristes dirigé par un traitre des services secrets (Joshua Foss), prend d'assaut la suite et prennent les personnes présentes en otage. Emily, qui passait par là, est également retenue prisonnière. Foss exige que le gouvernement américain envoie sur ses comptes certains crédits destinés à des pays alliés. Faute de quoi, il fera exploser l'amphithéâtre et ses 17 000 spectateurs grâce à des pains de C-4 éparpillés dans tout le bâtiment. Devant l'incompétence de la police et des services spéciaux, McCord décide de sauver sa fille lui-même.

## Fiche technique
- Titre original : Sudden Death
- Titre français : Mort subite
- Titre québécois : Suspense en prolongation
- Réalisation : Peter Hyams
- Scénario : Gene Quintano, d'après une idée de Karen Elise Baldwin
- Musique : John Debney
- Photographie : Peter Hyams
- Montage : Steven Kemper
- Décors : Caryl Heller
- Costumes : Daniel J. Lester
- Producteur : Howard Baldwin
- Sociétés de production : Universal Pictures et Shattered Productions
- Distribution : Universal Pictures
- Format : Couleurs - 2,35:1 - Caméras Panavision Panaflex Platinum, Panavision E-Series Lenses 35 mm - son : stéréo DTS / DTS-Stereo / Dolby SR
- Langue originale : anglais
- Pays de production :  États-Unis
- Budget : 30 000 000 $[1]
- Genre : action
- Durée : 110 minutes
- Dates de sortie[2] :
  - États-Unis : 22 décembre 1995
  - France : 17 avril 1996

## Distribution
- Jean-Claude Van Damme (VF : Hervé Jolly) : Darren McCord
- Powers Boothe (VF : Jean Barney) : Joshua Foss[3]
- Raymond J. Barry (VF : Gérard Rinaldi) : le vice-président Daniel Bender
- Whittni Wright : Emily McCord
- Ross Malinger : Tyler McCord
- Dorian Harewood : Matthew Hallmark
- Kate McNeil (VF : Déborah Perret) : Kathi
- Michael Gaston (VF : Jean-Pierre Michaël) : Hickey
- Paul Mochnick (VF : Serge Lhorca)  : Andrew Ferrara
- Audra Lindley : Mme Ferrara
- Brian Delate : Blair
- Jay Caufield : Brad Tolliver
- Jeff Jimerson : lui-même
- Mike Lange (en) (VF : Joël Martineau) : lui-même
- Paul Steigerwald (en) : lui-même
- Luc Robitaille : lui-même
- Markus Näslund : lui-même
- Bill Clement : lui-même (l'annonceur)
- Bernie Nicholls : lui-même
- Ian Moran : Chris Chelios[4]
- Bernard Caneperi (VF : Sylvain Lemarié) : Jefferson

## Production

### Genèse et développement
L'idée de départ de l'intrigue vient de Karen Baldwin, épouse de Howard Baldwin (en) qui est alors le propriétaire des Penguins de Pittsburgh. Ils décident de produire un film qui se déroulerait dans la Civic Arena, lieu à l'architecture bien particulière. Gene Quintano est engagé pour écrire un script d'après les idées du couple, avec le titre provisoire Arena. Howard Baldwin créé ensuite sa société de production et signe un accord de deux ans avec Universal Pictures.
Plusieurs éléments, tels que la combat entre Darren McCord et la mascotte des Penguins et l'utilisation de la langue des signes, étaient absents des premières ébauches et ajoutés à la demande du réalisateur Peter Hyams. Ce dernier est arrivé sur le projet à la demande de Jean-Claude Van Damme, qu'il avait dirigé dans son précédent long métrage, Timecop.

### Attribution des rôles
Sylvester Stallone, Arnold Schwarzenegger et Bruce Willis étaient pressentis pour incarner le rôle de Darren McCord mais étaient indisponibles car Stallone tournait Judge Dredd, Schwarzenegger venait de terminer le tournage de Junior et Willis, lui, tournait Une journée en enfer. Finalement, le rôle principal est obtenu par Jean-Claude Van Damme.
Le rôle d'Emily McCord est initialement proposé à Mara Wilson,  mais les parents de la jeune actrice juge le script trop violent. Le rôle de Joshua Foss a par ailleurs été proposé à James Woods, qui l'a refusé.
Alors qu'il jouait pour les Kings de Los Angeles, Luc Robitaille a suivi des cours de comédie avec Karen Baldwin. Dans le film, c'est ainsi le préféré de Tyler, le fils du personnage principal. Certains véritables joueurs de hockey, comme Jay Caufield, apparaissent mais pas tous dans leur propre rôle.
Le match est commenté par le duo Mike Lange et Paul Steigerwald qui reprennent leurs propres rôles vu qu'ils étaient, à l'époque, réellement commentateurs de matchs de la Ligue Nationale de Hockey pour la chaîne de télévision ESPN.  

### Tournage
Le tournage a lieu en 1994 à Pittsburgh. Il se déroule principalement dans la vraie patinoire des Penguins, la Civic Arena, lors du lock-out de la saison 1994-1995 de la Ligue nationale de hockey . Le tournage dura du 29 août 1994 au 7 décembre 1994.
Hormis Luc Robitaille, à l'époque joueur réel des Penguins et qui reprend son propre rôle, les équipes des Penguins et des Blackhawks sont en réalité incarnées par des joueurs des Nailers de Wheeling et des Chiefs de Johnstown de l'ECHL pour les Penguins et des Lumberjacks de Cleveland pour les Blackhawks,.

## Sortie et accueil

### Critique
Sur l’agrégateur de critiques Rotten Tomatoes, il obtient 50% d'avis favorables pour 36 critiques et une note moyenne de 5,1⁄10. Le consensus suivant résume les critiques compilées par le site : « Mort subite n'est peut-être pas un classique, mais des décors passionnants et le travail solide de Jean-Claude Van Damme aident ce thriller d'action à rembourser une partie de sa dette envers Die Hard ». 
Quelques années après sa sortie, des sites comme Collider et Moviefone (en) mentionnent Mort subite parmi les meilleurs films d'action des années 1990,. En 2019, le site irlandais Entertainment.ie (en) le classe à la 76e place de leur classement des meilleurs films d'action de tous les temps. Dans une liste de films d'action qui ont fait quelque chose de mieux que Die Hard, Screen Rant plébiscite certaines séquences de Mort subite.

### Box-office
| Pays ou région     | Box-office      | Date d'arrêt du box-office | Nombre de semaines |
| ------------------ | --------------- | -------------------------- | ------------------ |
| États-Unis, Canada | 20 350 171 $    | -                          | -                  |
| France             | 305 005 entrées | -                          | -                  |
| Total mondial      | 64 350 171 $    |                            |                    |

## Suite et postérité
Après Mort subite, Howard et Karen Baldwin produiront plusieurs films et téléfilms liés à l'univers du hockey sur glace : Mystery, Alaska (1999), le téléfilm Mr. Hockey: The Gordie Howe Story (en) ou encore Odd Man Rush (2020),
Le film a par ailleurs influencé de nombreux films comme Final Score (2018),. 
Une suite directe avait été écrite et planifiée pour 1997. Elle est cependant annulée à la suite des mauvais résultats du film au box-office. Cependant, des années plus tard, Dallas Jackson réalise Mort subite 2, qui sort en 2020. Les deux films n'ont cependant aucun lien mais plusieurs similitudes. Michael Jai White y incarne un homme lors d'une prise d'otages lors d'un match de basket.